# Convair 990
Convair 990 este un avion de pasageri cvadrimotor cu reacție lung-curier introdus în Statele Unite în 1961. 